# Astéroïde de type V

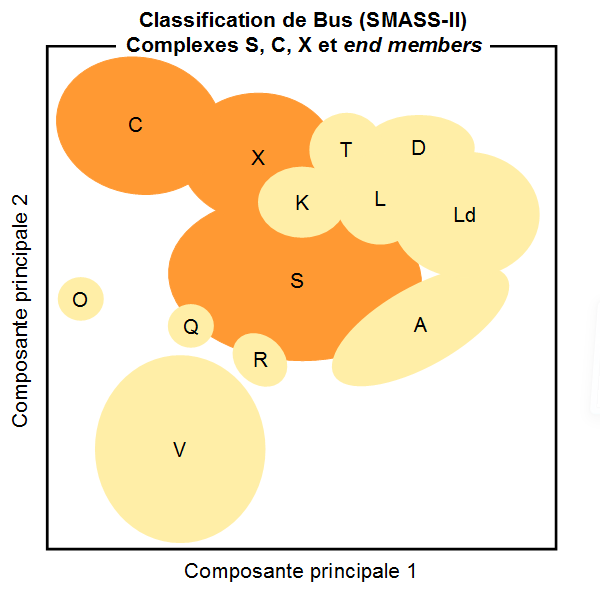
Complexes S, C et X et autres types dans l'espace des composantes 1 et 2 de la classification de Bus.

Le type V (ou classe V) est un type d'astéroïdes qui apparait dans les trois classifications spectrales usuelles de Tholen (1984), Bus (ou SMASS-II) (1999) et Bus-DeMeo (2009). C'est l'une des petites classes situées en périphérie  (dans l'espace des données spectrales) des trois grands « complexes » S, C, et X.
À fin 2023, la base de données « Small-Body Database » du Jet Propulsion Laboratory compte 1666 astéroïdes pour lesquels le type SMASS-II (classification de Bus) est renseigné, dont 49 astéroïdes appartenant au type V (3 %),.

## Historique
Le type V a été introduit en 1984 par David J. Tholen dans le cadre de ses travaux sur une nouvelle démarche de classification spectrale basée sur le traitement statistique des récentes données de l'enquête Eight Color Asteroid Survey (ECAS). Cette introduction lui permettait de gérer le cas spécifique de (4) Vesta. La lettre V a été choisie en référence à ce lien.

## Propriétés

### Description spectrale
Les astéroïdes de type V sont schématiquement caractérisés par un gradient nettement rouge dans le visible avec un maximum vers 0,7 μm, une absorption très profonde et étroite vers 1 μm, suivie d'une absorption à nouveau très profonde vers 2 μm. Ils sont tendanciellement plutôt brillants[réf. nécessaire].

### Hypothèses de composition et de liens avec les météorites
Le spectre indique, comme pour les astéroïdes du vaste complexe S (et les types intermédiaires Q et R), une composition pierreuses et ferreuses, avec une concentration sans doute plus élevée en pyroxène[réf. nécessaire]. Il est très similaire à celui des météorites HED. C'est l'un des liens les mieux établis entre type d'astéroïde et type de météorite[réf. nécessaire].

### Situation dans le Système solaire et hypothèses d'origine

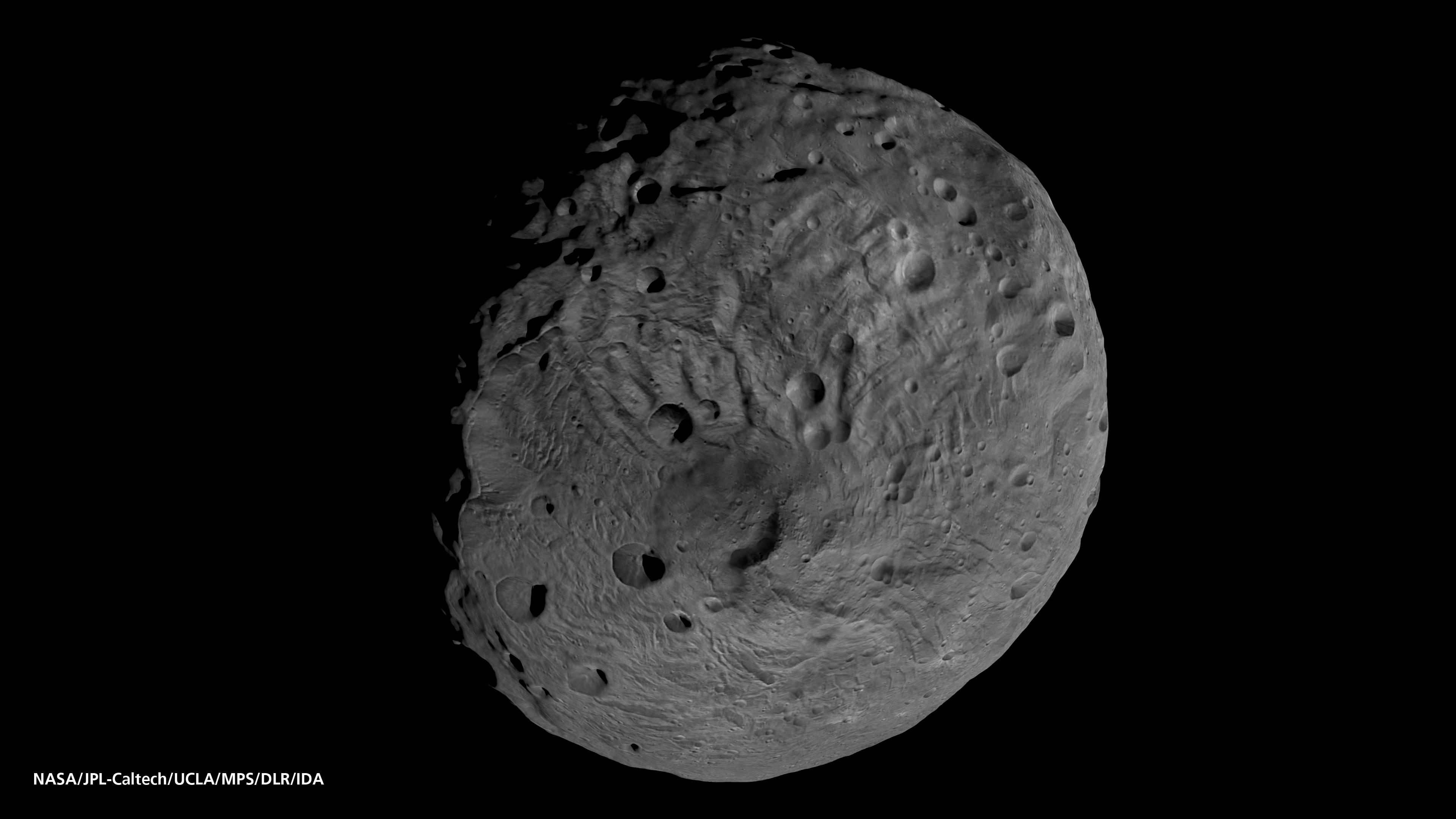
La croûte de (4) Vesta est supposée à l'origine de la plupart des astéroïdes de type V.

La plupart des astéroïdes de type V sont des vestoïdes, c'est-à-dire qu'ils font partie de la famille de Vesta, au sein de la ceinture principale d'astéroïdes. Il est généralement admis qu'il s'agit de fragments de (4) Vesta, possiblement éjectés lors de l'impact ayant créé le cratère Rheasilvia. Les autres sont soit des astéroïdes de la ceinture principale non rattachés à la famille de Vesta, soit des astéroïdes géocroiseurs.
Un petit nombre ont un demi-grand axe supérieur à 2,5 ua et ne sont pas reliés dynamiquement à la famille de Vesta. Ceux dont le spectre de réflexion a été analysé montrent un spectre légèrement différent, explicable par une fraction molaire de ferrosilite inférieure de 5 à 10 % à celle des vestoïdes. Ils proviendraient de la désintégration d'astéroïdes différenciés analogues à Vesta mais formés à une distance différente du soleil et aujourd'hui disparus.

## Type J
Un type J a été proposé en 1993 pour caractériser une partie des astéroïdes de type V présentant une absorption plus forte vers 1 μm, de façon semblable aux météorites diogénites. L'hypothèse est qu'il pourrait s'agir d'astéroïdes provenant de parties plus profondes de la croûte de (4) Vesta. Ce type n'a pas été retrouvé dans les études statistiques ayant conduit aux classifications de Bus (1999) ou de Bus-DeMeo (2009) et son usage reste de ce fait spécifique aux études portant sur les astéroïdes de type V ou sur la famille de Vesta.

## Exploration

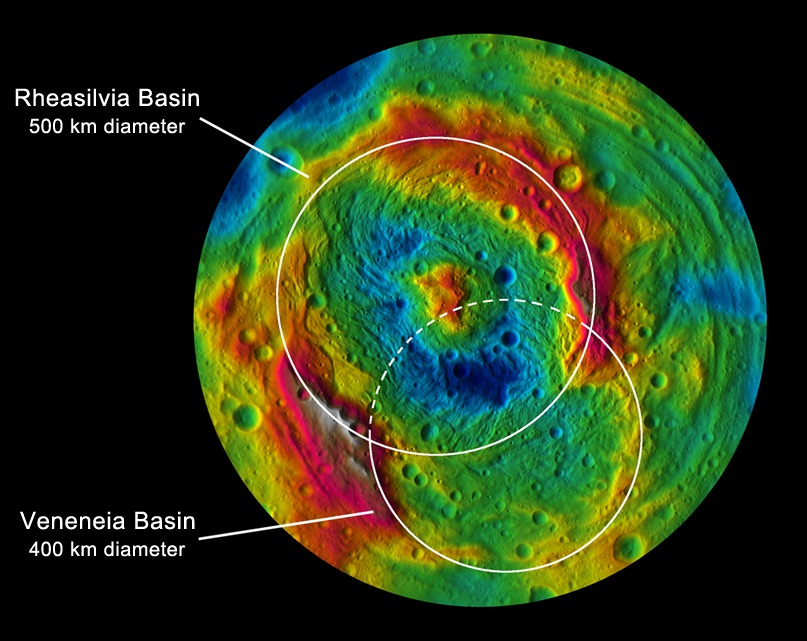
Cratère Rheasilvia dont les débris d'impact sont supposés à l'origine de la famille de Vesta.

La sonde Dawn, lancée en 2007 par la NASA, est restée un an en orbite autour de (4) Vesta, archétype des astéroïdes de type V, de juillet 2011 à août 2012. Outre des milliers de photographies et des mesures de gravité, elle a notamment pu recueillir de nombreux données spectrales dans le visible et l'infrarouge grâce à son spectromètre VIR, ainsi que des mesures de spectrométrie gamma et neutron. Ces études ont permis d'étudier la géologie particulière de Vesta (différenciation planétaire, grand cratère Rheasilvia, cartographie...). Les roches en surface apparaissent comme composées essentiellement de minéraux riches en fer et en magnésium.